# Bengt Nordvall
Bengt Nordvall, senare Bengt Signahl, född 1 juni 1941 i Stockholm, är en svensk före detta simmare. Han tävlade för SK Neptun.
Nordvall tävlade för Sverige vid olympiska sommarspelen 1960 i Rom, där han blev utslagen i försöksheatet på 100 meter frisim. Han var även en del av Sveriges lag som slutade på sjätte plats på 4 x 200 meter frisim.
Vid olympiska sommarspelen 1964 i Tokyo blev Nordvall utslagen i semifinalen på 100 meter frisim. Han var även en del av Sveriges lag som slutade på femte plats på 4 x 100 meter frisim.